# Талый (Алтайский край)
Талый — посёлок в Красногорского района Алтайского края. Административный центр Новоталовского сельсовета.

## История
Основан в 1925 г. В 1926 году выселок Талый состоял из 8 хозяйств. В национальном составе населения того периода преобладали русские. В административном отношении входил в состав Ново-Бардинского сельсовета Старо-Бардинского района Бийского округа Сибирского края.

## Население
| 1926 | 1997 | 1998 | 1999 | 2000 | 2001 | 2002 | 2003 | 2004 |
| ---- | ---- | ---- | ---- | ---- | ---- | ---- | ---- | ---- |
| 36   | ↗467 | ↘426 | ↗433 | ↗447 | ↘441 | ↘399 | ↘393 | ↘383 |
| 2005 | 2006 | 2007 | 2008 | 2009 | 2010 | 2011 | 2012 | 2013 |
| ↘371 | ↗381 | ↘378 | ↘375 | ↗377 | ↘341 | ↘340 | ↘336 | ↘323 |

Национальный состав
Согласно результатам переписи 2002 года, в национальной структуре населения русские составляли 93 %.